# Claude Le Laboureur
Claude le Laboureur (1601?–168?) francia pap, heraldikus, a lyoni L’Île Barbe apátság prépostja. Megírta az apátság történetét és kommentárt adott ki az 1643-ban kinyomtatott Lyoni breviáriumhoz. Unokaöccse Jean le Laboreur (1623-1675), neves genealógiai és heraldikai író volt, a varsói francia követség tagja, aki visszatérte után kiadta az utazása során szerzett élményeit.     
A címertan terén heves, két évig tartó vitába keveredett a nála jóval fiatalabb Ménestrier-vel, korának legjelentősebb francia heraldikusával, mely a Discours de l'origine des armes et des termes című művével vette kezdetét, melyben Ménestrier Véritable art du blason című művét kritizálja. Ez a vita főleg az emblematika területére terjedt ki és Ménestrier elmélete ellen szólt.

## Művei
- Ménestrier: Le véritable art du blason, où les règles des armoiries sont traitées d'une nouvelle méthode plus aisée que les précédentes (név nélkül) Lyon, 1659 – erre Laboureur

- Discours de l'origine des armes, et des termes receus et usités pour l'explication de la science héraldique. Orné et enrichy des blasons des Roys, Princes et autres Maisons illustres de la chrestienté, par C. L. P. A. de L. B. Lyon, 1658

- Épistre apologétique pour le discours de l'origine des armes, contre quelques lettres de M. C. F. Ménestrier, cy-devant professeur de d'éloquence et maintenant étudiant en théologie à Lyon par C. L. L. A. P. de l'Isle Barbe. év és hely nélkül [1658] – hevesen támadja Ménestriert

- Épistre apologétique pour le discours de l'origine des armes, contre quelques lettres de Me C. F. Ménestrier, cy-devant professeur d'éloquence, & maintenant estudiant en théologie à Lyon. Par C. L. L. A. P. de l'Isle Barbe. Kiadó: [Valence, 1660] – másik kiadása. Erre válaszul:

- Ménestrier: L'art du blason justifié ou les preuves du véritable art du blason établies par diverses autorités, avec la méthode abrégée des principes héraldiques. Lyon, 1661 – az előszóban viccet űz Laboureur fél évvel korábban megjelent Apologie-jéből és további 5 vagy hat epigrammatikus műben is támadja (lásd: M. de Boissy katalógusát, n° 3042: Origine et vraye practique de l'art du blason, par le P. Ménestrier. Lyon, 1659)

- Ménestrier: Tableaux généalogiques ou les seize quartiers de nos rois, depuis saint Louis jusqu'à présent, des princes et princesses qui vivent, et de plusieurs seigneurs ecclésiastiques de ce royaume, par M. Le Laboureur. Avec un Traité préliminaire de l'origine et de l'usage des quartiers pour les preuves de noblesse, par le P. Ménestrier,... Paris, 1683

- Notes et corrections sur le Bréviaire de l'Église de Lyon, par C. L. L. [Le Laboureur], P. de l'Isle-Barbe. Lyon, 1647

- Histoire généalogique de la maison de Sainte-Colombe, et autres maisons alliées, par Cl. L. L. [Le Laboureur], a. p. de l'Is. B Lyon, 1673
  - 1. Les Mazures de l'Abbaye royale de l'Isle-Barbe-lez-Lyon, ou Recueil historique de tout ce qui s'est fait de plus mémorable en cette Église, depuis sa fondation jusques à présent: avec le catalogue de tous ses Abbez, ... Tome premier / [C. Le Laboureur] Paris, 1681
  - 2. Les Mazures de l'Abbaye royale de l'Isle-Barbe, ou histoire de tout ce qui s'est passé dans ce célèbre monastère, depuis sa sécularisation jusques à présent. Ou se voyent les généalogies & preuves de noblesse de ceux qui ont esté receus dans cette Abbaye, ... Par Claude Le Laboreur, ... Tome second, Paris, 1681